# Zapora wodna w Międzygórzu
Zapora w Międzygórzu (Zbiornik Międzygórze) – murowana zapora wodna na potoku Wilczka, prawobrzeżnym dopływie rzeki Nysa Kłodzka, w Międzygórzu w województwie dolnośląskim. Zapora tworzy suchy zbiornik retencyjny o pojemności 830 000 m³, zamykając zlewnię o powierzchni 25 km². Zapora jest atrakcją turystyczną zarówno dla turystyki górskiej jak i entuzjastów historii techniki. 

## Położenie
Zapora zbiornika położona jest na 9,85 kilometrze potoku Wilczka, zamyka zlewnię potoku o powierzchni 25 km². Zapora znajduje się w dolnej części Międzygórza, ok. 800 m od Wodospadu Wilczki, tuż poniżej niewielkiego rozszerzenia doliny Wilczki w miejscu, w którym uchodzą do niej boczne dolinki: Muszany Dół od południa i podobna dolinka z masywu Iglicznej od północy. Mur zapory rozpięto w przewężeniu doliny Wilczki między ramieniem Iglicznej od północy i Modrzewiowej od południa. Poniżej zapory znajduje się część Międzygórza zwana Słowikiem (od nazwy jednego z pierwszych domów wczasowych).
Zapora jest w pobliżu drogi prowadzącej do centrum Międzygórza.
Zapora i zbiornik znajdują się w granicach Śnieżnickiego Parku Krajobrazowego.

## Historia

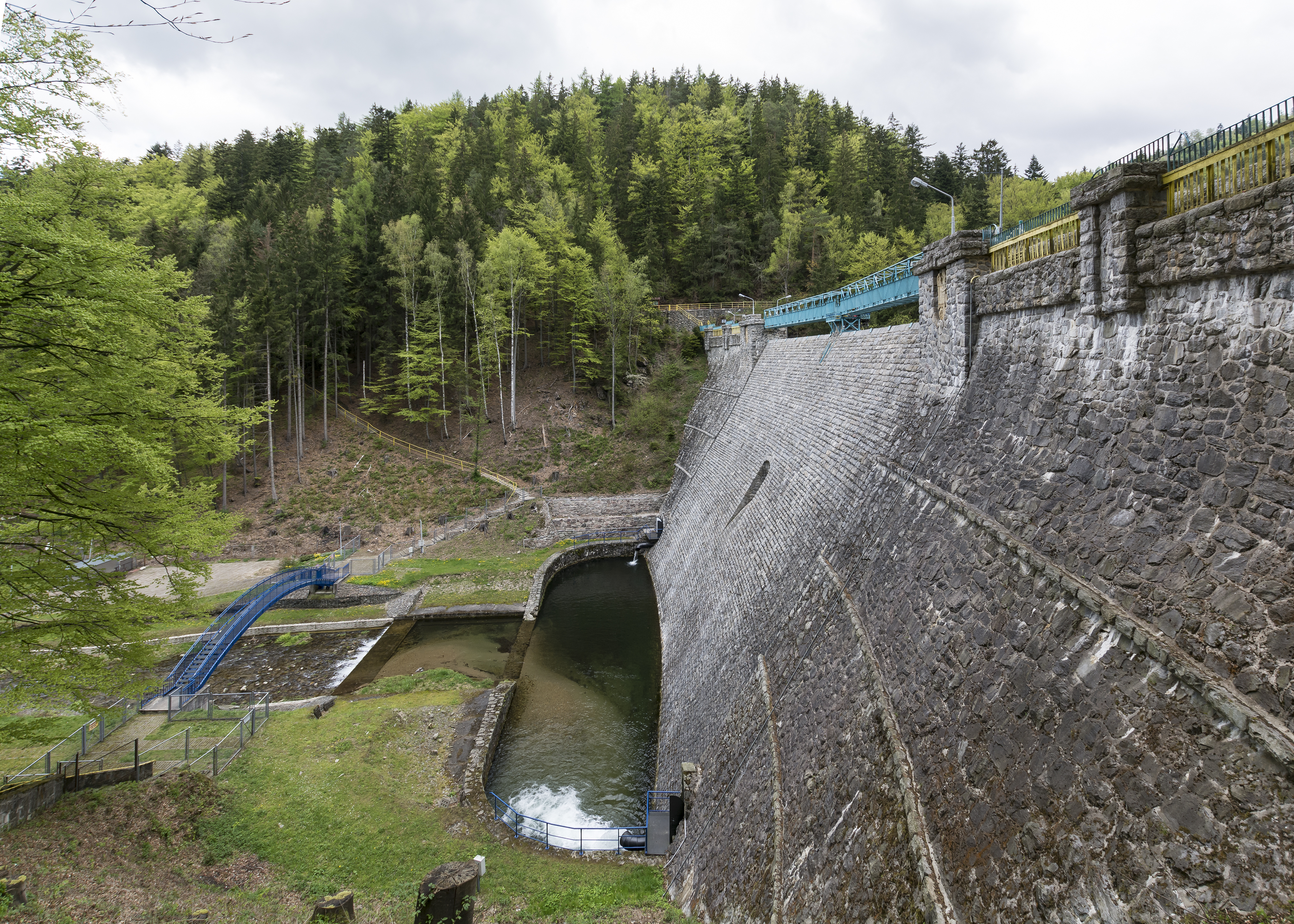
Zapora w Międzygórzu w 2016 roku

W 1897 roku Odra zalała znaczne obszary Dolnego Śląska, co było impulsem do opracowania programu ochrony przeciwpowodziowej obejmujący budowę szeregu zbiorników w dorzeczu Odry. Zgodę na budowę zbiornika na potoku Wilczka uzyskano 6 listopada 1901 r. Do budowy zbiornika przystąpiono po powodzi w 1904 roku, prace budowlane rozpoczęto w 1905 r. budowę zapory zakończono 1 kwietnia 1909 roku. W latach 50. XX w. rozważano przekształcenie zbiornika na stale napełniony i wykorzystanie dla celów energetycznych, jednak mała pojemność zbiornika i zlewnia o charakterze wyłącznie górskim ograniczyła te możliwości i porzucono te plany.
W 1920 r. wybudowano przy zaporze dom dla stróża. Pierwszy zaporowy w latach 1920 do 1938 nazywał się Blaser, po nim obowiązki pełnił Hermann Rauhut – od 1 maja 1938 do wysiedlenia w 1946.
Zbiornik wielokrotnie przyjmował falę powodziową. Podczas powodzi tysiąclecia w 1997 roku zbiornik wypełnił się całkowicie, woda przelewała się przelewem powierzchniowym stan wody osiągnął wówczas 2685 cm (25 cm ponad przelew). Po ustąpieniu powodzi zbiornik został uporządkowany, a zapora nieco zmodyfikowana. Podczas powodzi w czerwcu 2020 r. zbiornik osiągnął stan 1284 cm, nie dochodząc do przepustu środkowego. Podczas powodzi we wrześniu 2024 r., woda ze zbiornika zaczęła przelewać się przepustem powierzchniowym 14 września około godz. 23. Intensywne opady w godzinach przedpołudniowych 15 września zwiększyły napływ wody do zbiornika, poziom wody osiągnął rekordowy poziom i przekroczył 2740 cm (80 cm ponad przelew).
Kilkukrotnie wykonywano remonty zapory i jej otoczenia, pierwszy wykonany w 1920 r., kiedy to poniżej zapory wybudowano dam stróża (obsługi). W latach 1970-1975 wykonano remont kapitalny zapory, po powodzi w 1997 r. wykonano prace remontowe i modernizacyjne, usunięto zniszczenia i uszkodzenia spowodowanych przez wody powodziowe. Kolejny remont wykonano w 2016 r.
Na zdjęciach sprzed 1920 r. widać, że zapora nie ma zasuwy przelewu środkowego, jej mechanizmu oraz kładki nad przelewem. Na późniejszych zdjęciach pojawia się dość prosta kładka, która jest modyfikowana kilka razy.

## Charakterystyka

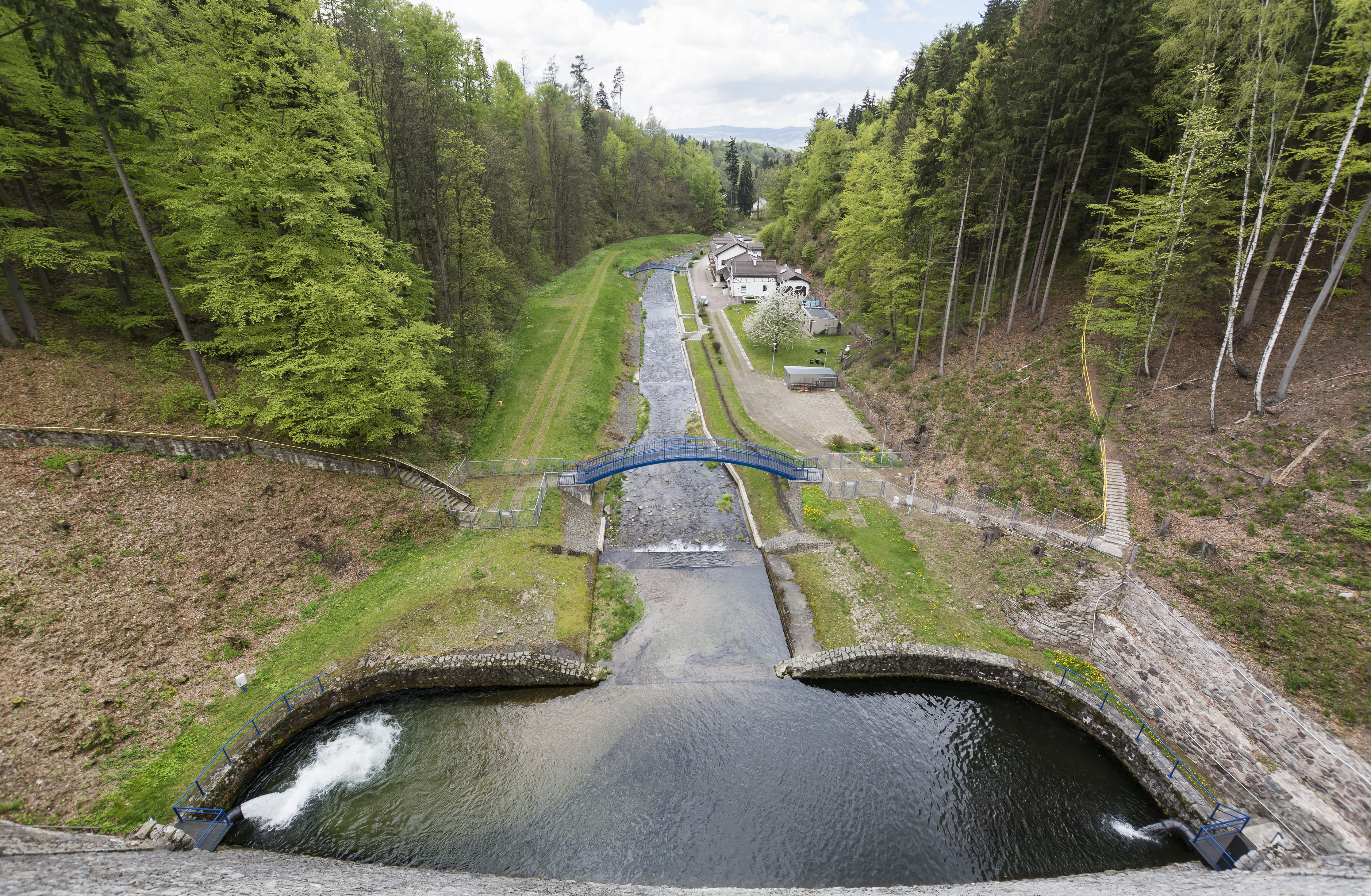
Widok z korony zapory w dół doliny; najbliższa część zabudowań po prawej to dawny dom stróża zapory

Zapora posadowiona jest bezpośrednio na gruncie skalistym, jest to zapora murowana typu ciężkiego, ma kształt łuku o promieniu 250 m. Zapora murowana na zaprawie cementowej z kamienia, dolna część od strony nawodnej monolityczna z betonu. Długość muru w koronie wynosi 110 m, wysokość od dana potoku 29 m, a w miejscu przelewu 26,5 m. Szerokość muru w koronie 1,5 m, a w stopie fundamentowej 18 m. W środkowej części zapory jest przelew powierzchniowy o długości 45,55 m.  
Na koronie zapory poprowadzono ciąg komunikacyjny, od strony odwodnej zabezpieczony murkiem, od strony odpowietrznej murowane słupki z barierą rurową między nimi. Nad przelewem zbudowano metalowy pomost.
W zaporze są dwa upusty denne, pośredni oraz powierzchniowy. Woda z upustów wpada do niecki wypadowej rozpraszającej energię.
Upusty denne umieszczone są w pobliżu końców zapory na dole, z każdej strony po dwie żeliwne rury, pierwotnie o średnicy 600 mm, po powodzi 1997 r. zmieniono rury na takie o średnicy 800 mm. Wloty upustów są zabezpieczone kratami zatrzymującymi duże zanieczyszczenia. Rury są zamykane zaworami z napędem ręcznym. Zawory znajdują się w komorach w zaporze, dostęp do komór jest od strony odpowietrznej. Upusty denne przed modernizacją miały wydatek przy pełnym piętrzeniu 8,8 m³/s. 
Upust środkowy znajduje się w środku długości ściany zapory, ma on wymiary 1,1×1,5 m, jego dół jest na wysokości około 13 m nad poziomem przelewów dennych. Upust od strony wlotu jest zamykany stalową zasuwą o napędzie ręcznym, z mechanizmem napędu na koronie zapory. Z korony do upustu poprowadzona jest stalowa drabina mocowana do zapory. Upust środkowy przy maksymalnym piętrzeniu ma wydajność 15, 0 m³/s.
Przelew powierzchniowy znajduje się w środkowej części zapory, ma długość 45,55 m, a jego krawędź leży na wysokości 523,95 m n.p.m. Wydajność przelewu przy maksymalnym piętrzeniu (524,55 m n.p.m., co odpowiada 0,6 m przelewu) wynosi 37,5 m³/s.
Poniżej zapory znajduje się niecka wypadowa rozpraszająca energię wody, ma ona szerokość 46,6 m i długość 10,2 m. Dno i ściany niecki są murowane z bloków kamiennych.

## Zbiornik
Zapora przegradzając koryto Wilczki tworzy suchy zbiornik retencyjny o założonej pojemności 830 tys. m³, którego zadaniem jest niwelowanie fali powodziowej. W celu ochrony czaszy zbiornika przed zasypywaniem nanosami Wilczki zbudowano w jej korycie powyżej zbiornika, u wylotu Jaru Wilczki, zaporę przeciwrumoszową.
Charakterystyczne rzędne zbiornika (wysokość nad poziomem morza – wskazanie wodomierza):
- Zero wodowskazu – 497,35 m n.p.m. – 0,00 m
- Dno upustu dennego lewego - 498,66 m n.p.m. – 1,31 m
- Dno upustu dennego prawego – 499,27 m n.p.m. – 1,92 m
- Stan ostrzegawczy – 506,35 m n.p.m. – 9,00 m
- Stan alarmowy – 509,35 m n.p.m. – 12,00 m
- Dno upustu środkowego – 511,95 m n.p.m. – 14,60 m
- Korona przelewu – 523,95 m n.p.m. – 26,60 m
- Maksymalny poziom piętrzenia – 524,55 m n.p.m. – 27,20 m

Przy maksymalnym piętrzeniu powierzchnia wody ma 7 ha.

## Turystyka
Od samego powstania zapora stała się atrakcją Międzygórza. Zapora jest udostępniona dla turystów, nad przelewem powierzchniowym wybudowano stalową kładkę. Biegnie nią znakowany  szlak turystyczny z centrum Międzygórza na Igliczną. Pierwotnie przekraczał on Wilczkę mostkiem usytuowanym u podnóży zapory, skąd można podziwiać płaskorzeźby z przedstawieniami orłów, umieszczone na jej dwóch pylonach.